# Sheffield Arena
Die Sheffield Arena (durch Sponsoringvertrag momentan Utilita Arena Sheffield) ist eine Mehrzweckhalle in der englischen Stadt Sheffield im Vereinigten Königreich. Neben Sportveranstaltungen ist es u. a. Veranstaltungsort von Konzerten, Familienshows (Disney on Ice) und Comedyauftritte. Das Eishockeyteam der Sheffield Steelers aus der Elite Ice Hockey League (EIHL) trägt seine Heimspiele in der Arena aus.

## Geschichte
Die Arena wurde für die Sommer-Universiade 1991 in der Nähe des Don Valley Stadium, es wurde 2014 abgerissen, errichtet und am 30. Mai des Jahres feierlich von Elisabeth II. eingeweiht. Für die Nachnutzung wurde mit der Fertigstellung das Eishockeyteam der Sheffield Steelers gegründet. Von 1994 bis 2004 spielte die Basketballmannschaft der Sheffield Sharks aus der British Basketball League (BBL) in der Arena, zogen jedoch mangels Zuschauerinteresse in das in der Nähe gelegene English Institute of Sport in die Main Sports Hall um. Die WWE trägt regelmäßig Wrestling-Veranstaltungen in Sheffield aus.
2013 wurde die Halle umfangreich renoviert. Sie bekam ein neues Dach, eine neue Bestuhlung, neue Türen, eine neue Beleuchtungsanlage, neue Catering-Einrichtungen und neue Toilettenanlagen. Zwischen 2007 und 2019 und seit 2022 gastiert die Premier League Darts jeweils an einem Spieltag in der Arena; die COVID-19-Pandemie verhinderte die Austragung in den Jahren 2020 und 2021.
Im Februar 2024 wurde bekannt, dass ASM Global ab Januar 2025 neuer Betreiber der Halle wird. Derzeit ist der Sheffield City Trust der Betreiber der Halle. ASM Global ist u. a. Betreiber der AO Arena in Manchester, der First Direct Arena in Leeds, des P&J Live in Aberdeen, der OVO Wembley Arena wie des Olympia in London. Der Stadtrat von Sheffield hatte ein Investitionspaket in Höhe von 117 Mio. £ (rund 136,8 Mio. €) für die Freizeit- und Unterhaltungseinrichtungen der Stadt, darunter die Sheffield Arena, angekündigt. ASM Global hat sich zu erheblichen Investitionen in die Umgestaltung der Arena verpflichtet.

## Galerie

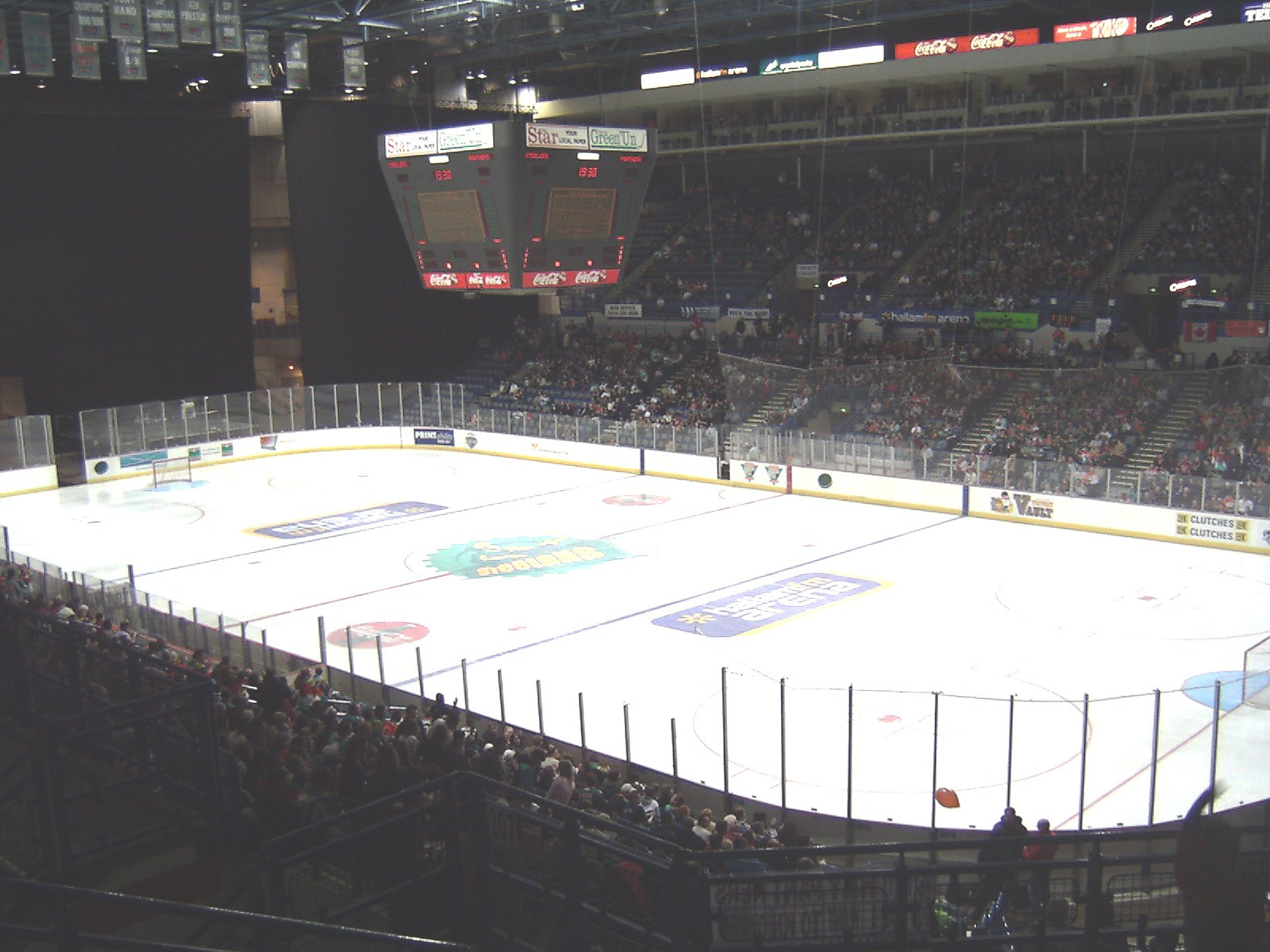
Der Innenraum mit Eisfläche (November 2004)
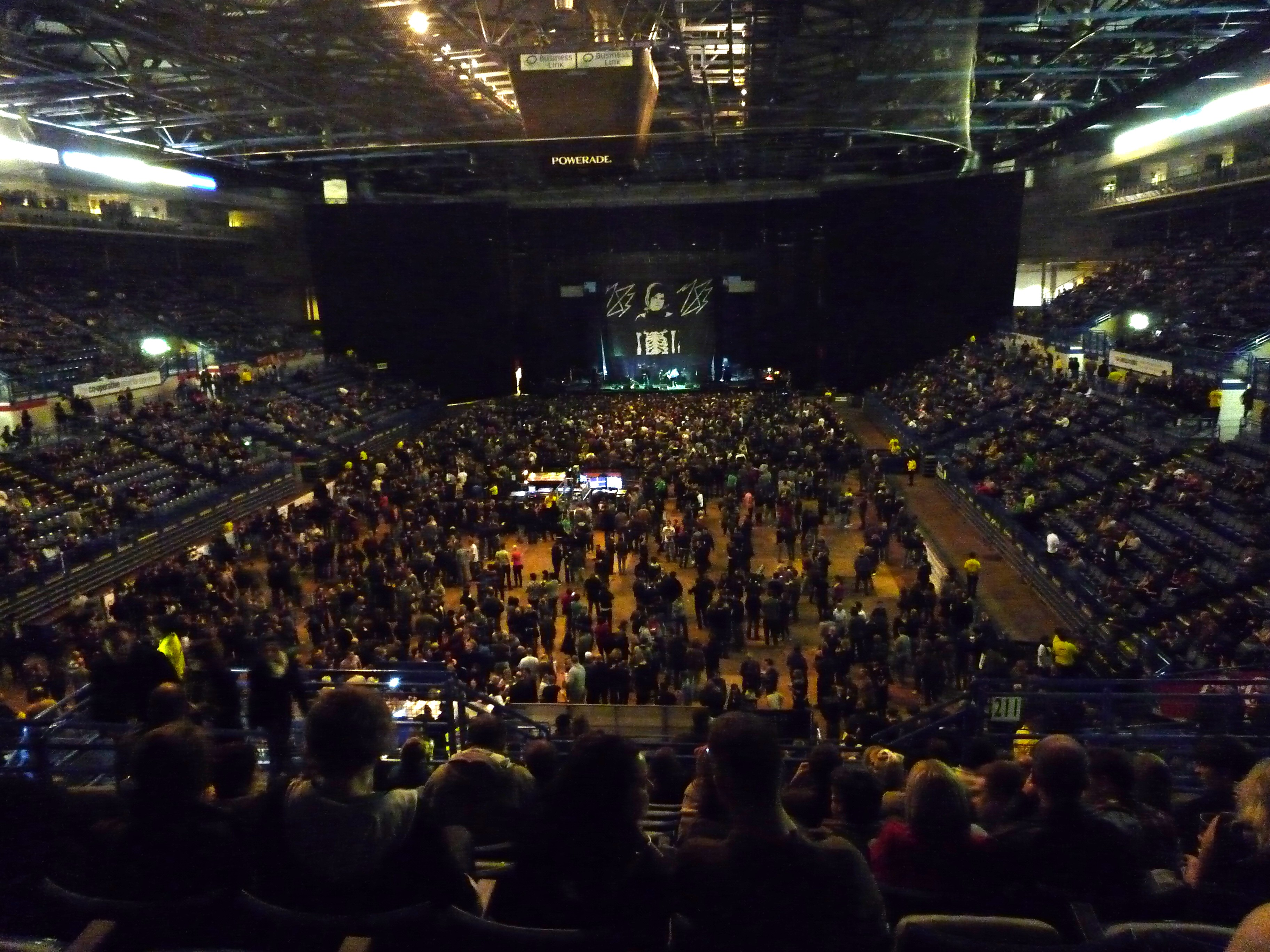
Der Innenraum im Dezember 2008